# مون اسميت (كورنوال)
مون اسميت (بالإنجليزية: Mawnan Smith)‏ هي قرية تقع في المملكة المتحدة في كورنوال.